# Vera Jürs
Vera Antonia Jürs, geboren als Vera Antonia Warwas (* 9. Oktober 1944 in Gleiwitz; † 16. März 2019 in Niendorf) war eine deutsche CDU-Politikerin.

## Leben
Nachdem Jürs das Gymnasium 1962 abgeschlossen hatte, machte sie eine Ausbildung zur Kinderkrankenschwester. Von 1964 bis 1978 arbeitete sie als Kauffrau. Sie war ab 1964 verheiratet und hatte vier Kinder. 

## Politik
Jürs war seit 1989 Mitglied in der CDU. Ein Jahr später wurde sie aktives Mitglied in verschiedenen Ausschüssen der Partei. Sie war stellvertretende CDU-Ortsvorsitzende in Harvestehude und Lokstedt und Niendorf – Schnelsen. Sie war Kreisvorsitzende der Senioren-Union Eimsbüttel und im Landesvorstand der Senioren-Union. Seit 1990 leitete sie den Seniorenverein Harvestehude.
Jürs war von 2000 bis 2001 und von 2006 bis 2011 Mitglied der Hamburgischen Bürgerschaft. Sie war Nachrückerin für den aus der Bürgerschaft ausgeschiedenen Thorsten Kausch. Sie saß für ihre Fraktion im Sozialausschuss sowie im Familien-, Kinder- und Jugendausschuss. Von 1993 bis 2000 war sie Bezirksabgeordnete in Eimsbüttel. Zudem war sie Deputierte in der Sozialbehörde (2005/2006) und in der Wissenschaftsbehörde (2006).